# Augochlora phanerorhina
Augochlora phanerorhina är en biart som beskrevs av Cockerell 1930. Augochlora phanerorhina ingår i släktet Augochlora och familjen vägbin. Inga underarter finns listade.